# Palomera (Cuenca)
Palomera ist ein Ort und eine zentralspanische Gemeinde (municipio) mit 191 Einwohnern (Stand: 2024) im Norden der Provinz Cuenca in der Autonomen Region Kastilien-La Mancha. 

## Lage und Klima
Palomera liegt auf der Westseite des Iberischen Gebirges in einer Höhe von ca. 1070 m. Die Provinzhauptstadt Cuenca befindet sich gut sieben Kilometer (Fahrtstrecke) westlich. Das Klima im Winter ist gemäßigt, im Sommer dagegen warm bis heiß. Regen (580 mm/Jahr) fällt das ganze Jahr über.

## Bevölkerungsentwicklung
| Jahr      | 1970 | 1981 | 1991 | 2001 | 2011 | 2021 |
| Einwohner | 255  | 154  | 156  | 176  | 194  | 158  |

## Sehenswürdigkeiten

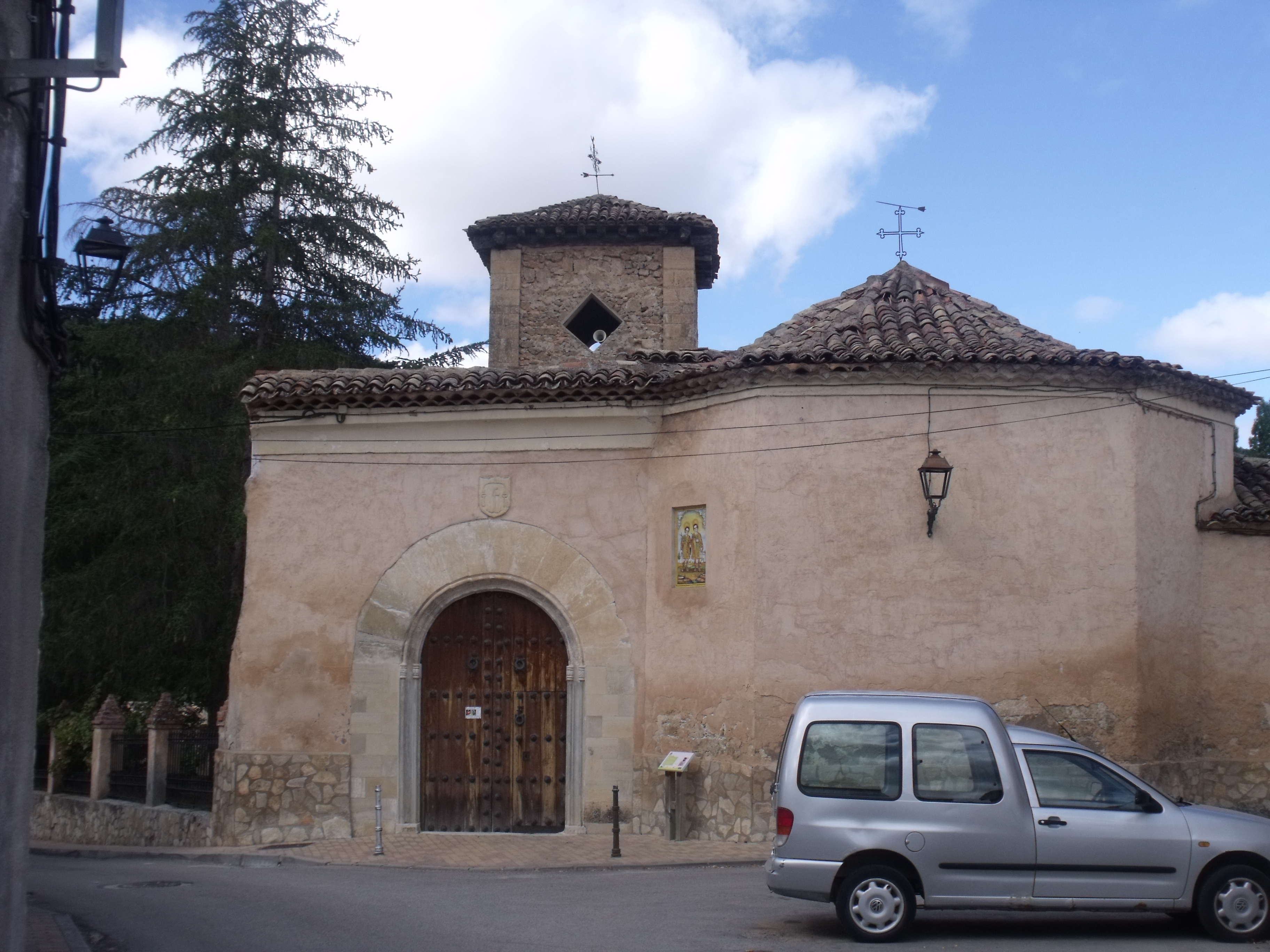
Justus-und-Pastor-Kirche
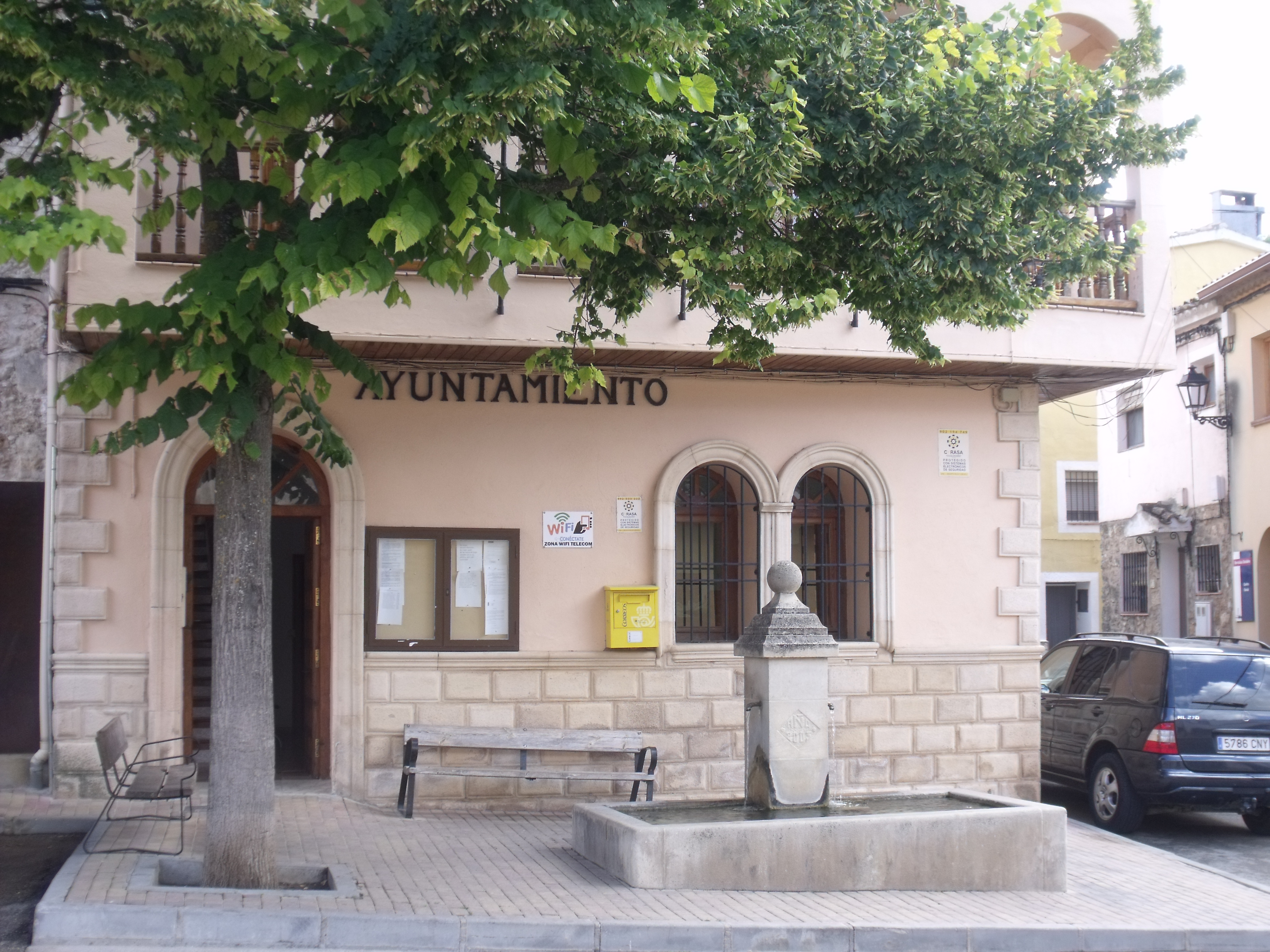
Rathaus

- Justus-und-Pastor-Kirche
- Rathaus